# جوزيف لانج
جوزيف لانج (بالبولندية: Józef Lange) مواليد 16 مارس 1897 في وارسو - الوفاة 11 أغسطس 1972 في وارسو، كان دراج بولندي. سبق أن شارك في دورة الألعاب الأولمبية الصيفية وفاز بميدالية أولمبية.

## الميداليات
| الميدالية | المسابقة                       |
| --------- | ------------------------------ |
| فضية      | الألعاب الأولمبية الصيفية 1924 |

## روابط خارجية
- جوزيف لانج على موقع أرشيف الدراجات (الإنجليزية)
- جوزيف لانج على موقع أوليمبيديا (الإنجليزية)
- جوزيف لانج على موقع اللجنة الأولمبية البولندية (مؤرشف) (البولندية)